# Richard F. Fenno
Richard Francis Fenno Jr. (* 12. Dezember 1926 in Winchester, Massachusetts; † 21. April 2020 in Rye, New York) war ein US-amerikanischer Politikwissenschaftler, der als Professor an der University of Rochester lehrte und 1984/85 als Präsident der American Political Science Association (APSA) amtierte.
Während des Zweiten Weltkrieges diente Fenno in der US Navy. 1948 machte er sein Bachelor-Examen am Amherst College, 1956 wurde er an der Harvard University zum Ph.D. promoviert und begann ein knappes Jahr später seine Tätigkeit an der University of Rochester. Sein Buch Home style. House Members in their districts (1978) wurde 1979 mit dem American Political Science Association Woodrow Wilson Foundation Award für das beste politikwissenschaftliche Buch des Jahres ausgezeichnet und erlebte bisher (Stand 2021) 35 Auflagen. Darin entwickelte er das später so bezeichnete „Fenno-Paradoxon“, das besagt, dass die Menschen den Kongress der Vereinigten Staaten generell missbilligen, aber die Kongressabgeordneten aus ihren eigenen Kongressbezirken unterstützen.
Fenno wurde 1974 in die American Academy of Arts and Sciences gewählt, 1983 in die National Academy of Sciences.
Richard F. Fenno starb wahrscheinlich an den Folgen einer COVID-19-Erkrankung.

## Schriften (Auswahl)
- Senators on the campaign trail. The politics of representation. University of Oklahoma Press, Norma 1996, ISBN 0-806-12827-5.
- Home style. House Members in their districts. Little, Brown, Boston 1978, ISBN 0-673-39440-9.
- The making of a senator: Dan Quayle. CQ Press, Washington, D.C. 1989, ISBN 0-871-87511-X.
- The President's Cabinet. An analysis in the period from Wilson to Eisenhower. Harvard University Press, Cambridge, Mass. 1959.
- The Yalta Conference. Heath, Boston 1955